# West Yorkshire
West Yorkshire é um condado metropolitano da Inglaterra, localizado na região de Yorkshire e Humber. Possui uma população de cerca de 2,2 milhões de habitantes. West Yorkshire tornou-se um condado em 1974 após a aprovação do Local Government Act de 1972.
West Yorkshire, que não tem litoral, é composto por cinco distritos metropolitanos (Bradford, Calderdale, Kirklees, Leeds e Wakefield) e faz fronteira com os condados de Derbyshire (ao sul), Grande Manchester (a sudoeste), Lancashire (a nordeste), North Yorkshire (a norte e leste) e South Yorkshire (a sudeste).
O Conselho do condado foi abolido em 1986, sendo atualmente seus distritos os municípios metropolitanos. Entretanto, o condado metropolitano, com uma área de 2.029 quilômetros quadrados, continua a existir legalmente, e como um quadro geográfico de referência. Desde de 1 de abril de 2014, West Yorkshire tem sido uma área de autoridade combinada (combined authority), com as autoridades locais agregando algumas funções em relação ao transporte e recuperação da West Yorkshire Combined Authority.

## História

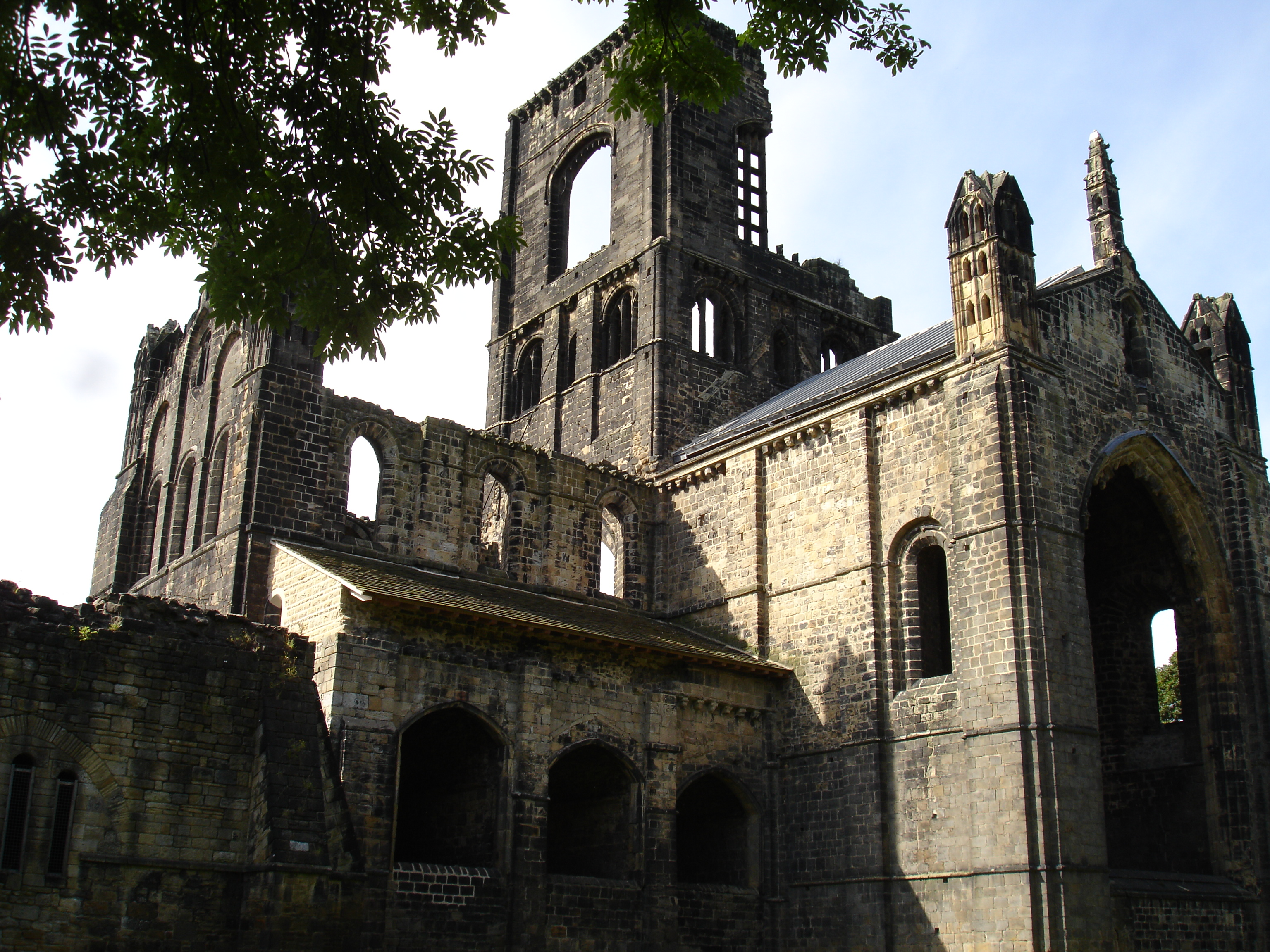
Abadia de Kirkstall, Kirkstall, Leeds

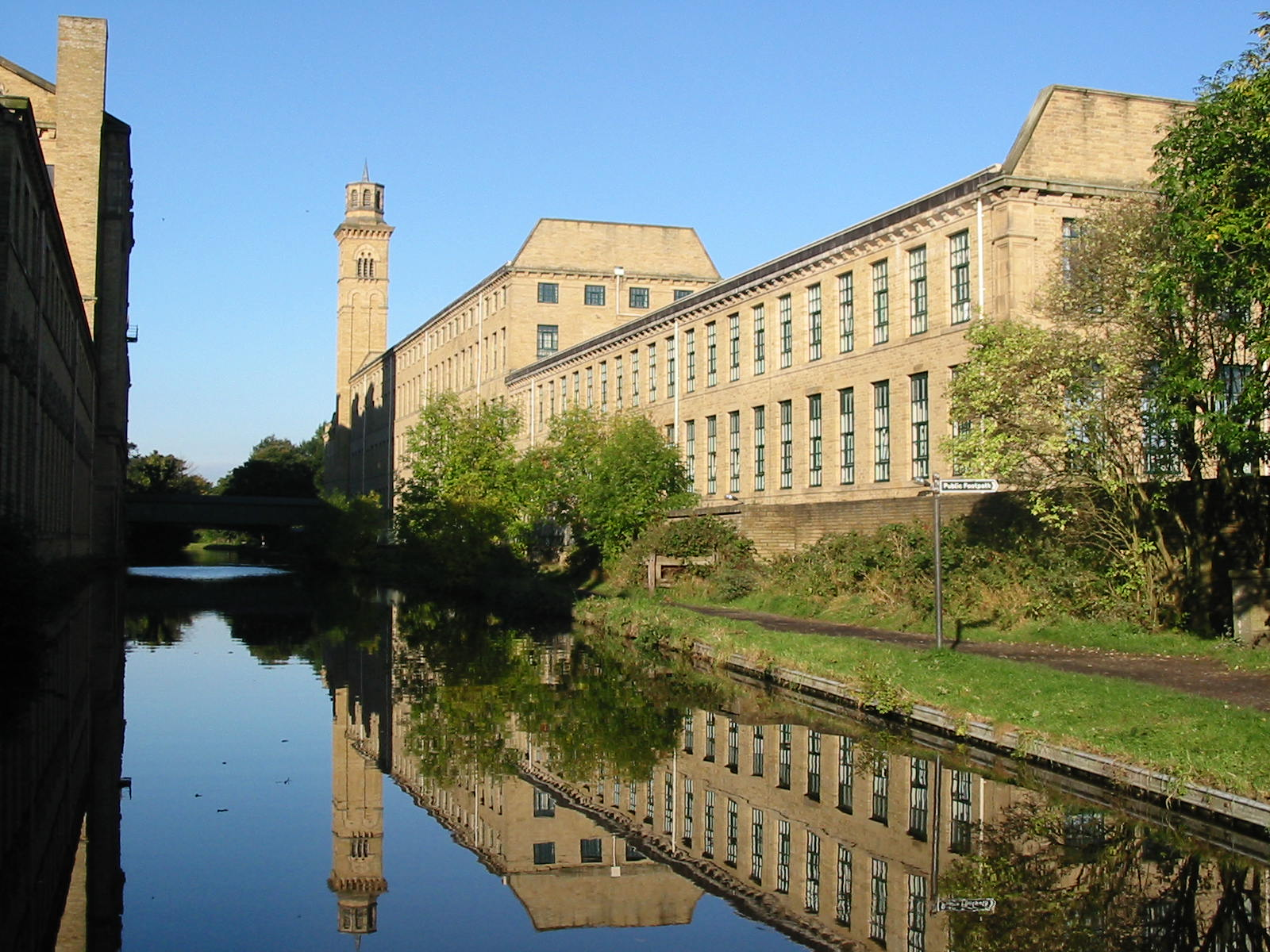
Moinho de Titus Salt, em Saltaire, Bradford, patrimônio mundial da UNESCO

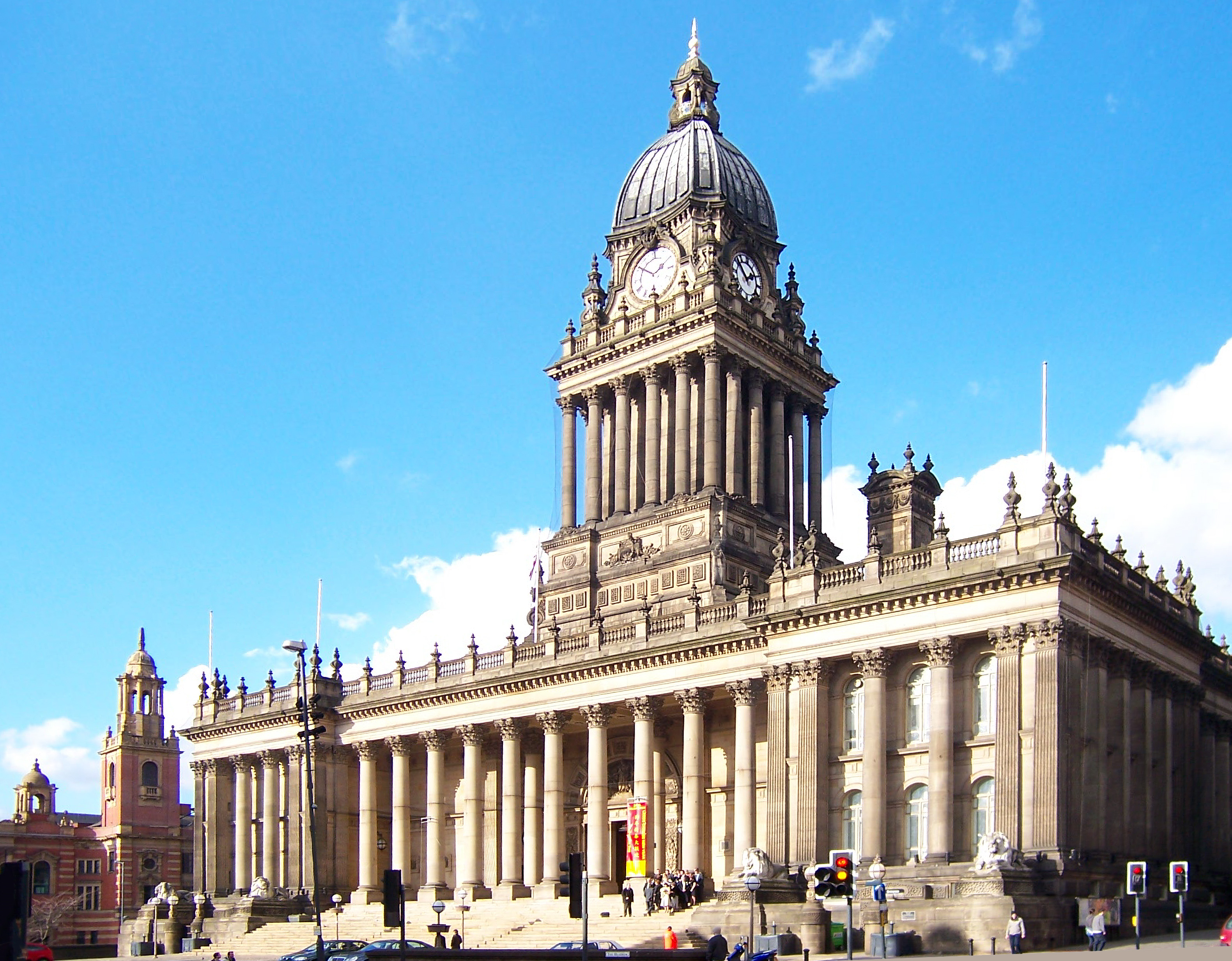
Leeds Town Hall

West Yorkshire foi formado como um condado metropolitano em 1974, por meio do Local Government Act de 1972, e corresponde aproximadamente ao núcleo dos Condados Históricos da Inglaterra, West Riding of Yorkshire e os condados municipais de Bradford, Dewsbury, Halifax, Huddersfield, Leeds e Wakefield.
O conselho do condado metropolitano de West Yorkshire herdou, em 1974, do conselho do condado de West Riding, o uso do West Riding County Hall, em Wakefield, inaugurado em 1898. Desde 1987 esta tem sido a sede do conselho municipal de Wakefield.
O município teve inicialmente uma estrutura de dois níveis de governo local com um conselho do condado de nível estratégico e cinco distritos fornecendo a maioria dos serviços. Em 1986, os conselhos municipais metropolitanos foram abolidos em toda a Inglaterra. As funções destes conselhos foram transferidas para os municípios; Comitês conjuntos que cobrem bombeiros, polícia e transportes públicos, e outros acordos conjuntos especiais. Organizações como West Yorkshire Police Authority (Autoridade Policial de West Yorkshire) e West Yorkshire Passenger Transport Executive (Transporte Executivo de Passageiros de West Yorkshire) continuam operando nestas bases.
Embora o conselho do condado tenha sido abolido, West Yorkshire continua sendo um condado metropolitano e um condado cerimonial, com um Lord Lieutenant e um High Sheriff.
A Igreja Paroquial de Wakefield foi elevada ao status de catedral em 1888 e, após a elevação de Wakefield a diocese, o Conselho buscou imediatamente o status de cidade, que foi concedido em julho do mesmo ano. No entanto, a revolução industrial, que mudou Yorkshire significativamente, levou ao crescimento de Leeds e Bradford, que se tornaram duas das maiores cidades da região (Leeds sendo a maior em Yorkshire). Leeds teve o status de cidade concedido em 1893 e Bradford em 1897. O nome de Leeds Town Hall reflete o fato de que na sua abertura, em 1858, Leeds ainda não era uma cidade, enquanto Bradford renomeou sua Câmara Municipal como City Hall em 1965.
| Após 1974 | Após 1974                                        | Antes de 1974                     | Antes de 1974                                                | Antes de 1974                                                                          | Antes de 1974                       |
| Condados Metropolitanos (Metropolitan County)                                                                               | Distritos Metropolitanos (Metropolitan Boroughs) | Condado Borough (County Boroughs) | Distritos municipais (Municipal Boroughs/No-County Boroughs) | Distritos Urbanos (District Boroughs)                                                  | Distritos Rurais (Rural Boroughs)   |
| --- | ------------------------------------------------ | --------------------------------- | ------------------------------------------------------------ | -------------------------------------------------------------------------------------- | ----------------------------------- |
| West Yorkshire é uma amálgama de 53 ex-distritos do governo local, incluindo seis County Boroughs e dez municipal boroughs. | Bradford                                         | Cidade de Bradford                | Keighley                                                     | Baildon • Bingley • Denholme • Ilkley • Queensbury and Shelf •Silsden • Shipley        | Skipton                             |
| West Yorkshire é uma amálgama de 53 ex-distritos do governo local, incluindo seis County Boroughs e dez municipal boroughs. | Calderdale                                       | Halifax                           | Brighouse • Todmorden                                        | Elland • Hebden Royd • Queensbury and Shelf • Ripponden • Sowerby Bridge               |                                     |
| West Yorkshire é uma amálgama de 53 ex-distritos do governo local, incluindo seis County Boroughs e dez municipal boroughs. | Kirklees                                         | Huddersfield • Dewsbury           | Batley • Spenborough                                         | Colne Valley • Denby Dale • Heckmondwike • Holmfirth • Kirkburton • Meltham • Mirfield |                                     |
| West Yorkshire é uma amálgama de 53 ex-distritos do governo local, incluindo seis County Boroughs e dez municipal boroughs. | Leeds                                            | Leeds                             | Morley • Pudsey                                              | Aireborough • Garforth • Horsforth • Otley • Rothwell                                  | Tadcaster • Wharfedale • Wetherby   |
| West Yorkshire é uma amálgama de 53 ex-distritos do governo local, incluindo seis County Boroughs e dez municipal boroughs. | Wakefield                                        | Wakefield                         | Castleford • Ossett • Pontefract                             | Featherstone • Hemsworth • Horbury • Knottingley • Normanton • Stanley                 | Hemsworth • Osgoldcross • Wakefield |

## Geografia

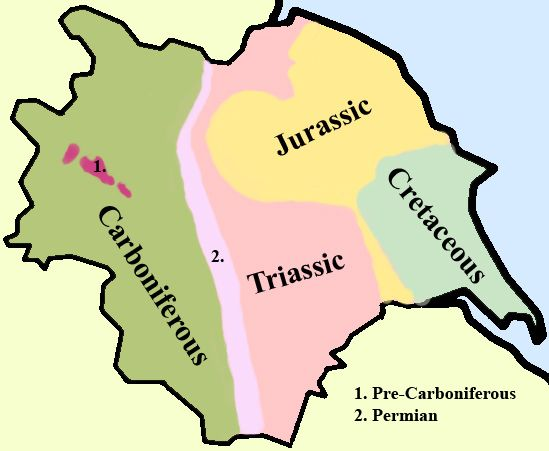
Geologia de Yorkshire

As fronteiras do condado, indo no sentido anti-horário a partir do oeste: Lancashire, Greater Manchester, Derbyshire, South Yorkshire e North Yorkshire. Encontra-se quase inteiramente em rochas da era carbonífera que formam a margem sul dos montes Peninos, no oeste e a região carbonífera de Yorkshire mais para leste. No extremo leste do Condado Metropolitano existem depósitos mais recentes de magnésio dolomítico.
As áreas de Bradford e Calderdale são dominadas pela paisagem das encostas orientais dos Peninos, passando das terras altas no oeste até o leste, e atravessado por numerosos vales de encostas íngremes. Há um forte conjunto de indústrias em larga escala, áreas urbanas e rotas de transporte com campo aberto.
As rochas carboníferas de Yorkshire mais a leste produziram uma paisagem ondulante, com colinas, escarpas e vales largos. Nesta paisagem há amplas evidências tanto de atuais quanto de antigas atividades industriais. Existem inúmeros edifícios de minas abandonados ou convertidos e antigos acervos deteriorados. O cenário é uma mistura de áreas construídas, terrenos industriais com algum abandono e campo aberto de criação. Faixas de desenvolvimento ao longo das rotas de transporte, incluindo canal, rodoviário e ferroviário são características proeminentes da área, embora alguns remanescentes da paisagem pré-industrial e vegetação semi-natural ainda sobrevivam. No entanto, muitas áreas são afetadas por pressões marginais urbanas criando fragmentações e paisagens rebaixadas. E estão sempre presentes as influências urbanas de grandes e pequenas cidades industriais e antigos povoados mineiros.
No cinturão do calcário dolomítico, para o leste das áreas de Leeds e Wakefield, há um cume elevado com uma paisagem suavemente ondulada, atravessada por vales secos. Aqui, há um grande número de casas de campo e propriedades com parques, bosques, imóveis e plantações
Os rios Aire e Calder escoam pela área, fluindo de oeste para leste.
| Condado Metropolitano | Distrito Metropolitano | Distrito Metropolitano | Centro Administrativo | Outros locais |
| --------------------- | ---------------------- | ---------------------- | --------------------- | --- |
| West Yorkshire        | Bradford               |                        | Cidade de Bradford    | Addingham, Baildon, Bingley, Burley-in-Wharfedale, Cottingley, Crossflatts, Cullingworth, Denholme, East Morton, West Morton, Eccleshill, Eldwick, Esholt, Gilstead, Harden, Haworth, Ilkley, Keighley, Menston, Oakworth, Oxenhope, Queensbury, Riddlesden, Saltaire, Sandy Lane, Shipley, Silsden, Stanbury, Steeton, Thornbury, Thornton, Tong, Undercliffe, Wilsden |
| West Yorkshire        | Calderdale             |                        | Halifax               | Bailiff Bridge, Boothtown, Brighouse, Copley, Cragg Vale, Elland, Greetland, Hebden Bridge, Heptonstall, Hipperholme, Holywell Green, Luddendenfoot, Mytholmroyd, Norwood Green, Rastrick, Ripponden, Shelf, Shibden, Sowerby Bridge, Todmorden |
| West Yorkshire        | Kirklees               |                        | Huddersfield          | Almondbury, Batley, Birkby, Birkenshaw, Birstall, Cleckheaton, Dalton, Denby Dale, Dewsbury, Emley, Golcar, Gomersal, Hartshead, Hartshead Moor, Heckmondwike, Holmfirth, Honley, Kirkburton, Kirkheaton, Linthwaite, Liversedge, Marsden, Meltham, Mirfield, New Mill, Norristhorpe, Roberttown, Scammonden, Shelley, Shepley, Skelmanthorpe, Slaithwaite, Thornhill   |
| West Yorkshire        | Leeds                  |                        | Leeds                 | Allerton Bywater, Beeston, Boston Spa, Collingham, Garforth, Guiseley, Harewood, Headingley, Holbeck, Horsforth, Kippax, Kirkstall, Ledsham, Ledston, Methley, Middleton, Morley, New Farnley, Otley, Oulton, Pool-in-Wharfedale, Pudsey, Rothwell, Rawdon, Scarcroft, Scholes, Stourton, Swillington, Walton (Leeds), Wetherby, Yeadon                                 |
| West Yorkshire        | Wakefield              |                        | Wakefield             | Ackworth, Alverthorpe, Castleford, Crigglestone, Crofton, Durkar, Fairburn Ings, Featherstone, Ferrybridge, Fitzwilliam, Hemsworth, Horbury, Knottingley, Newmillerdam, Normanton, Nostell, Ossett, Outwood, Pontefract, Ryhill, Sandal, Sharlston, Stanley, Walton (Wakefield), West Bretton                                                                           |

## Clima
West Yorkshire possui um clima oceânico, semelhante a quase todo o Reino Unido. Tende a ser mais frio do que condados mais ao sul, devido à localização interior e elevada altitude (especialmente no oeste do condado), e a neve é comum, assim como as temperaturas abaixo de zero. Em dezembro de 2010, muitos rios em West Yorkshire congelam, como o Wharfe e Aire.
As temperaturas variam ao longo do ano, muitas vezes chegando a 30 °C (86 °F), e no inverno já chegou a ser registrado −1 °C (30 °F). No entanto, em geral, permanecem em torno de 20 °C (68 °F) durante todo o ano.
| Dados climatológicos para West Yorkshire | Dados climatológicos para West Yorkshire | Dados climatológicos para West Yorkshire | Dados climatológicos para West Yorkshire | Dados climatológicos para West Yorkshire | Dados climatológicos para West Yorkshire | Dados climatológicos para West Yorkshire | Dados climatológicos para West Yorkshire | Dados climatológicos para West Yorkshire | Dados climatológicos para West Yorkshire | Dados climatológicos para West Yorkshire | Dados climatológicos para West Yorkshire | Dados climatológicos para West Yorkshire | Dados climatológicos para West Yorkshire |
| Mês                                      | Jan                                      | Fev                                      | Mar                                      | Abr                                      | Mai                                      | Jun                                      | Jul                                      | Ago                                      | Set                                      | Out                                      | Nov                                      | Dez                                      |                                          |
| ---------------------------------------- | ---------------------------------------- | ---------------------------------------- | ---------------------------------------- | ---------------------------------------- | ---------------------------------------- | ---------------------------------------- | ---------------------------------------- | ---------------------------------------- | ---------------------------------------- | ---------------------------------------- | ---------------------------------------- | ---------------------------------------- | ---------------------------------------- |
| Temperatura máxima média (°C)            | 5                                        | 5                                        | 8                                        | 11                                       | 15                                       | 18                                       | 19                                       | 19                                       | 17                                       | 13                                       | 8                                        | 6                                        |                                          |
| Temperatura mínima média (°C)            | 0                                        | 0                                        | 1                                        | 3                                        | 5                                        | 8                                        | 10                                       | 10                                       | 8                                        | 6                                        | 2                                        | 1                                        |                                          |
| Chuva (mm)                               | 61                                       | 45                                       | 52                                       | 48                                       | 54                                       | 54                                       | 51                                       | 65                                       | 57                                       | 55                                       | 57                                       | 61                                       |                                          |

## Administração

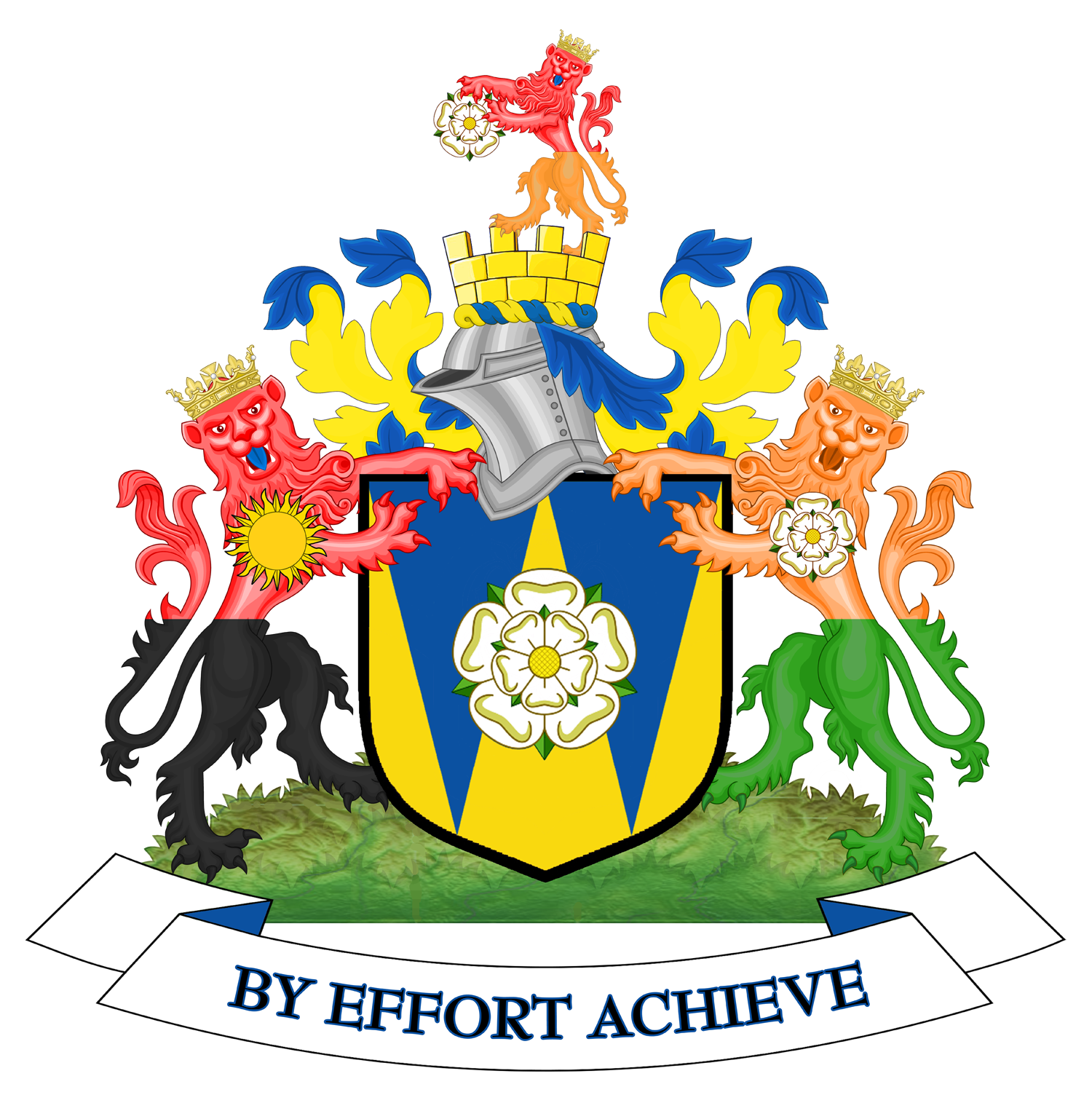
Brasão de Armas do antigo Conselho do Condado de West Yorkshire

No Parlamento, 15 dos 23 representantes de West Yorkshire são Trabalhistas, 6 são Conservadores  e 2 Liberal Democratas. A nível local, os Conselhos são geralmente divididos, com exceção ao distrito de Wakefield, que tem sido um dos mais seguros redutos trabalhistas no país.
Alguns serviços são prestados em todo o Conselho pelo West Yorkshire Joint Services (Serviços Conjuntos de West Yorkshire). O West Yorkshire Police (Polícia de West Yorkshire) e West Yorkshire Fire and Rescue Service (Serviço de Incêndio e Resgate de West Yorkshire) também atuam em todo o Conselho.

## Demografia

Densidade populacional de acordo com o Censo Demográfico de 2011 em West Yorkshire.

| Distrito            | Área km2 | População | Densidade Populacional |
| ------------------- | -------- | --------- | ---------------------- |
| Cidade de Bradford  | 366,42   | 523.100   | 1.346                  |
| Calderdale          | 363,92   | 200.100   | 545                    |
| Kirklees            | 408,61   | 401.000   | 975                    |
| Leeds               | 551,72   | 761.100   | 1,360                  |
| Cidade de Wakefield | 338,61   | 321.600   | 949                    |

Distribuição dos grupos étnicos em West Yorkshire de acordo com o Censo de 2011.
- Brancos
- Brancos (Britânicos)
- Brancos (Irlandeses)
- Brancos (Outros)
- Asiáticos
- Asiáticos (Indianos)
- Asiáticos (Paquistaneses)
- Asiáticos (Bengalis)
- Asiáticos (Chineses)
- Negros
- Negros (Africanos)
- Negros (Caribenhos)
- Outros (Árabes)

Distribuição dos grupos religiosos em West Yorkshire de acordo com o Censo de 2011.
- Cristianismo
- Islamismo
- Judaísmo
- hinduísmo
- Sikhismo
- Budismo
- Outras religiões
- Sem religiões

## Economia

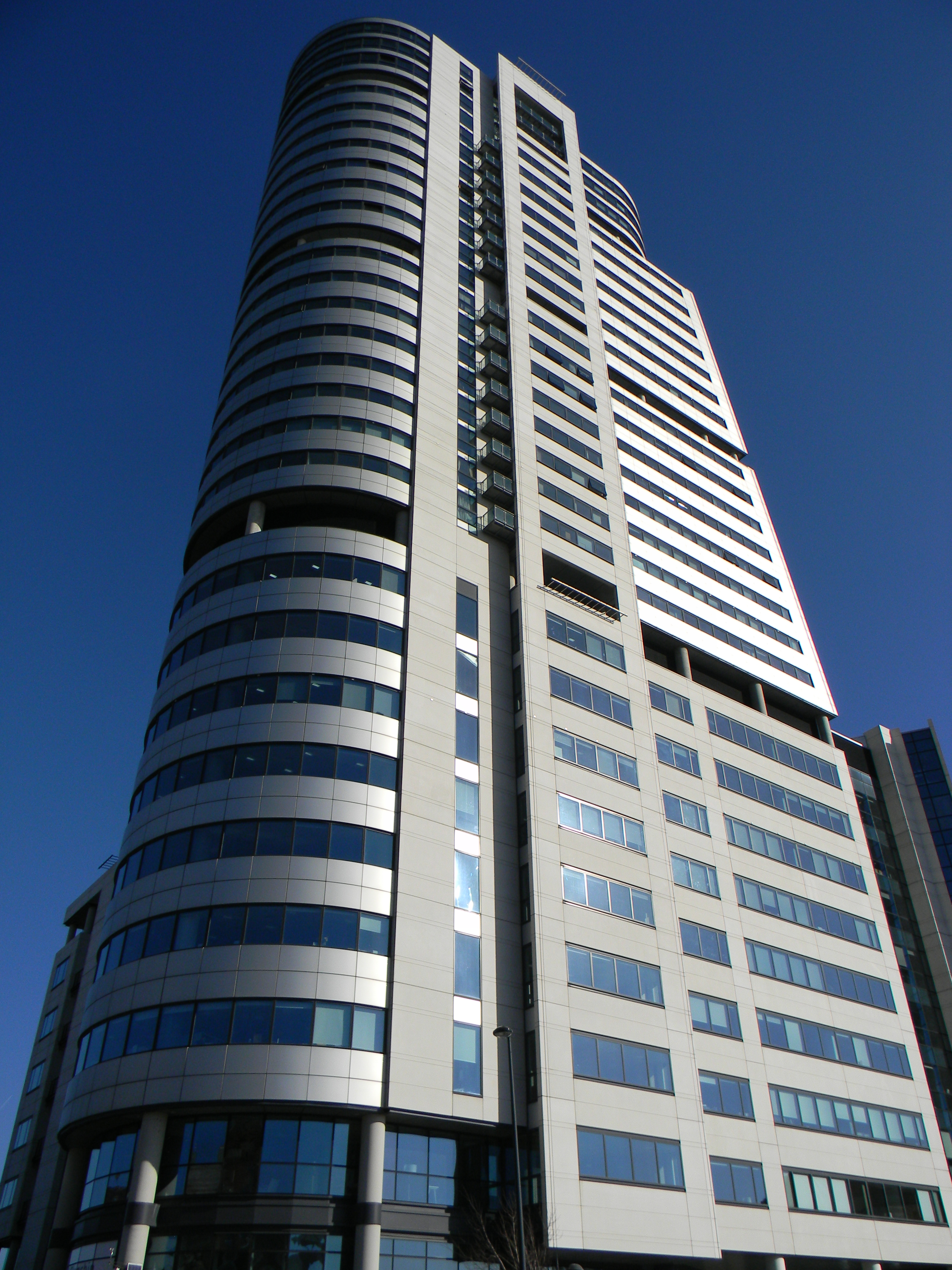
Bridgewater Place, um símbolo da crescente importância econômica de Leeds.

Este é um gráfico do Valor Acrescentado Bruto (VAB) regional de West Yorkshire a preços básicos atuais, com valores em milhões de Libras Esterlinas.
| Ano  | Valor Acrescentado Bruto regional | Agricultura | Indústria | Serviços |
| ---- | --------------------------------- | ----------- | --------- | -------- |
| 1995 | 21,302                            | 132         | 7,740     | 13,429   |
| 2000 | 27,679                            | 80          | 8,284     | 19,314   |
| 2003 | 31,995                            | 91          | 8,705     | 23,199   |

### Indústrias
West Yorkshire cresceu em torno de várias indústrias. Bradford, Halifax e Huddersfield foram cultivadas a partir do desenvolvimento dos moinhos Woolen, indústria internacional de fabricação de tecidos, enquanto as indústrias de engenharia mais pesada facilitaram o crescimento ao sul. Wakefield, Castleford, Pontefract e o Sul e Leste de Leeds eram tradicionais áreas de mineração e carvoaria. As indústrias de lã e tecidos diminuiram ao longo do século XX, enquanto a mineração em West Yorkshire decresceu no final dos anos 1980 e 1990, deixando atualmente apenas Kellingley Colliery e algumas minas a céu aberto.
Leeds tem atraído o investimento de diversas instituições financeiras, tornando-se um reconhecido centro financeiro, com muitos bancos, sociedades empresariais e seguradoras, que contam com escritórios na cidade. Wakefield também tem atraído muitas indústrias de base de serviços, em particular call centers.

## Transportes

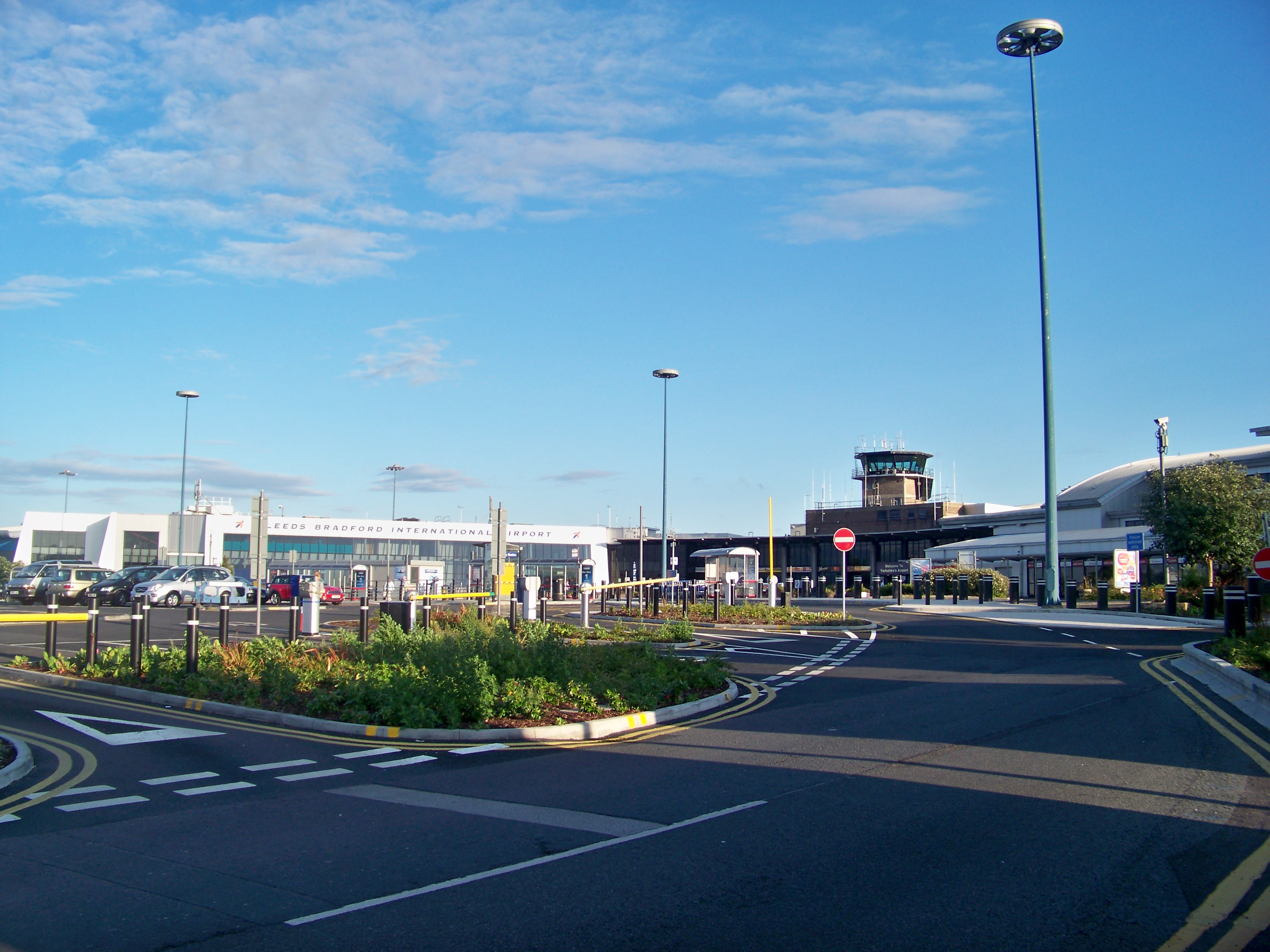
Aeroporto Internacional de Leeds Bradford

West Yorkshire encontra-se, sem dúvida, na parte mais estratégica de Yorkshire: as rodovias M62, M1 e A1(M) atravessam o condado, bem como as autoestradas urbanadas internas em Leeds e Bradford. West Yorkshire possui duas estações ferroviárias, Leeds Railway Station e Wakefield Westgate. Leeds Railway Station é a única das principais estações da rede ferroviária em Yorkshire e no nordeste da Inglaterra, e uma das únicas três no norte do país juntamente com Manchester Piccadilly e Liverpool Lime Street. Outras importantes estações ferroviárias em West Yorkshire incluem Bradford Interchange, Bradford Forster Square, Huddersfield, Halifax, Dewsbury, Keighley e Shipley. West Yorkshire também possui o maior aeroporto de Yorkshire, o Aeroporto Internacional de Leeds Bradford.
Ao contrário de South Yorkshire, West Yorkshire não tem um sistema de trens urbanos; o chamado Leeds Supertram foi proposto, mas foi posteriormente cancelada devido à retirada do financiamento por parte do governo, sendo substituída pela ideia de um trólebus.

## Esportes
Os três maiores clubes de futebol de West Yorkshire são Bradford City, Huddersfield Town e Leeds United. Rugby League também é grande em West Yorkshire, sendo as maiores equipes Bradford Bulls, Huddersfield Giants e Leeds Rhinos.
Outros membros da liga de rugby em West Yorkshire são Castleford Tigers, Wakefield Trinity Wildcats, Featherstone Rovers e Halifax. O principal clube do condado é o Yorkshire Carnegie.
O Headingley Stadium é a casa do Yorkshire County Cricket Club, Leeds Rhinos and Yorkshire Carnegie, sendo que o John Smith's Stadium é o lar do Huddersfield Town e do Huddersfield Giants. Valley Parade é utilizado pelo Bradford City e o Odsal Stadium pelo Bradford Bulls.

## Lugares de interesse

### Pontos históricos
- Bretton Hall
- Cartwright Hall

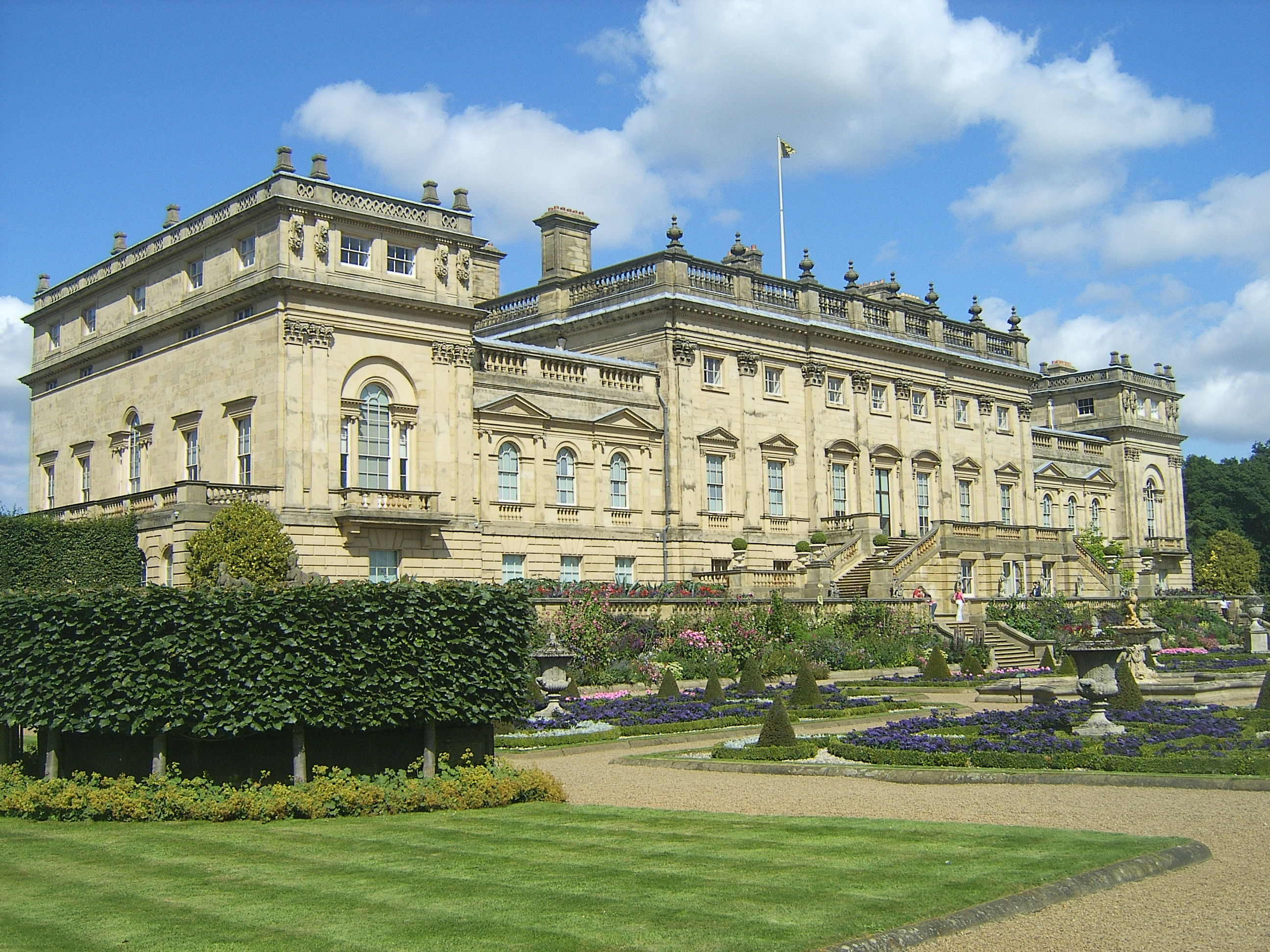
Harewood House

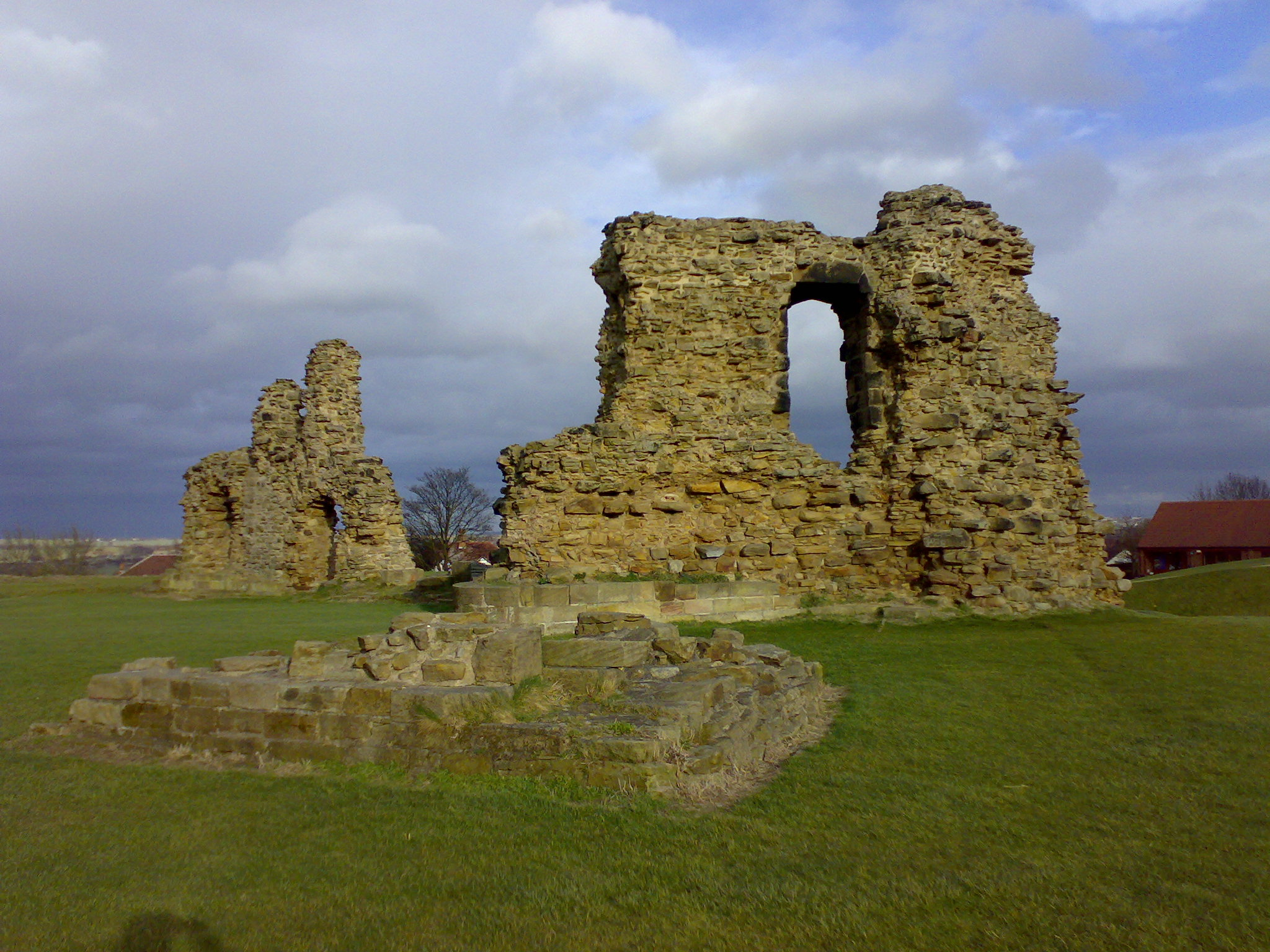
Sandal Castle

- Cliffe Hall, também conhecido como Cliffe Castle, Keighley
- East Riddlesden Hall
- Esholt Hall, Esholt
- Firsby Hall
- Halifax Piece Hall
- Harewood House
- Kershaw House
- Keighley and Worth Valley Railway
- Kirklees Hall/Priory
- Kirkstall Abbey
- Roman Lagentium (Castleford)
- Ledston Hall, Ledston
- Linthwaite Hall, Linthwaite
- Linton Hall
- Lister Park, Bradford
- Lotherton Hall
- Middleton Railway, ferrovia a vapor mais antiga do mundo
- Nostell Priory
- Oakwell Hall
- Oulton Hall, Oulton
- Pontefract Castle
- Pontefract Priory, Pontefract
- Queen's Park, Castleford
- Roundhay Park Leeds
- Saltaire, a Patrimônio Mundial da UNESCO
- Sandal Castle
- Scarcroft Watermill, Scarcroft
- Shelley Hall, Shelley
- Shibden Hall
- Shipley Glen Tramway
- Tong Hall, Tong
- Wetherby Castle, Wetherby

### Museus
- Abbey House Museum, Leeds
- Armley Mills Industrial Museum, Leeds
- Bankfield Museum, Halifax
- Bradford Industrial Museum, Eccleshill/Fagley, Bradford
- Brontë Parsonage Museum, Haworth
- Colne Valley Museum, Golcar, Huddersfield
- Eureka Museum, Halifax
- Leeds City Museum, Leeds
- National Coal Mining Museum for England, Overton, Wakefield
- National Media Museum, Bradford
- Pennine Farm Museum, Ripponden, Halifax
- Pontefract Museum
- Royal Armouries Museum, Leeds
- Thackray Museum, Leeds
- The Hepworth Wakefield
- Thwaite Mills, Leeds
- Tolson Museum, Dalton, Huddersfield
- Wakefield Museum, Wakefield
- West Yorkshire Folk Museum, Shibden Hall, Halifax
- Yorkshire Sculpture Park, West Bretton, Wakefield

### Natureza

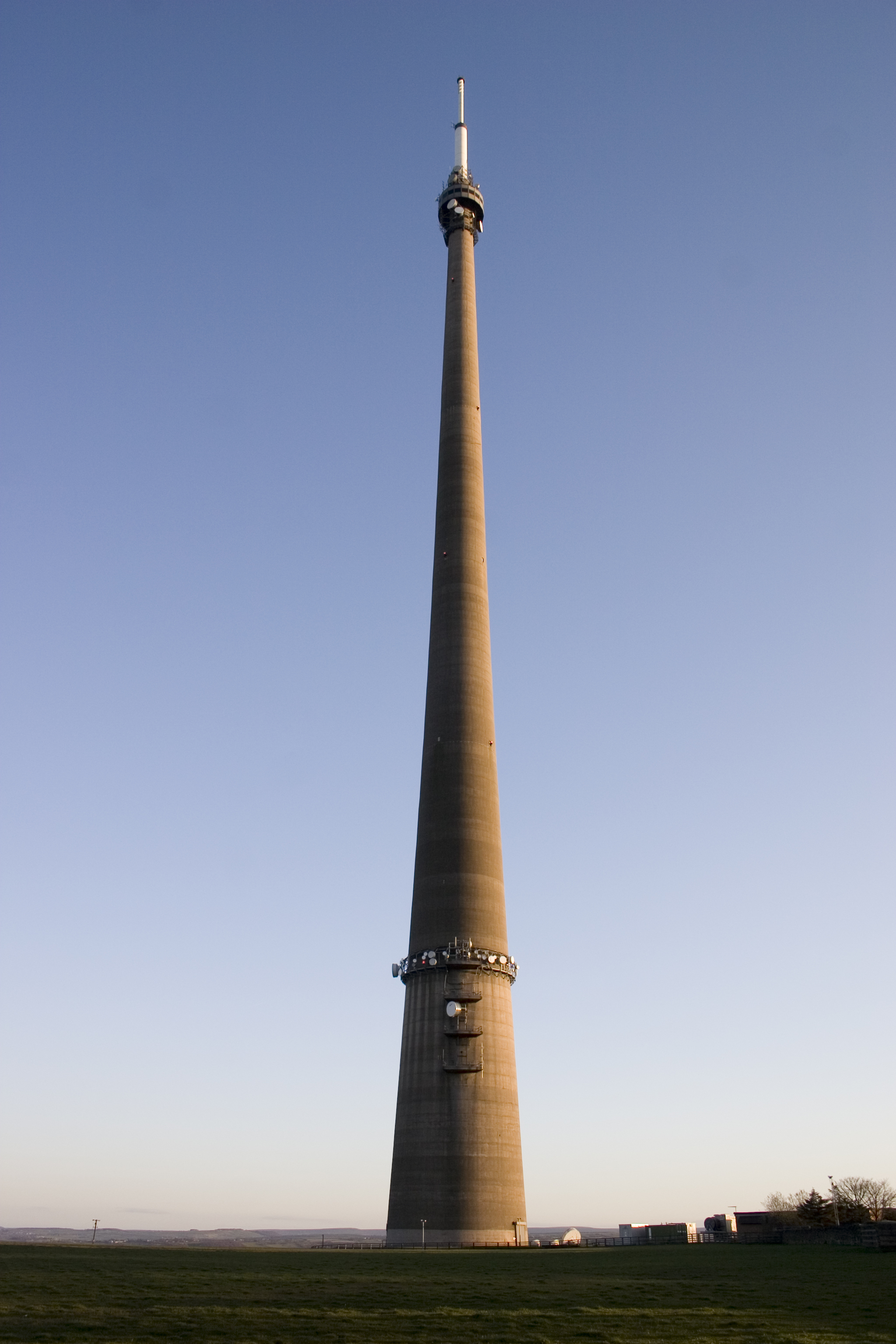
A torre de telecomunicações de Emley Moor

- Emley Moor, local da mais alta estrutura autossustentável no Reino Unido (uma torre de tv)
- Harewood Estate – passeio público que atravessa a propriedade de Harewood House, com belos jardins e sendo o lar de papagaios vermelhos, entre muitas outras aves
- Ilkley Moor, parte de Rombalds Moor
- Reserva Natural Swillington Ings
- Otley Chevin – extenso parque arborizado em terreno alto, com amplas vistas do Norte, através de Wharfedale, e do Sul, tanto quanto distrito de Peak
- RSPB Fairburn Ings – Centro Wetland para aves
- Seckar Woods LNR, reserva natural local
- Walton Hall, casa do naturalista Charles Waterton e primeira reserva natural do mundo

### Hidrovias

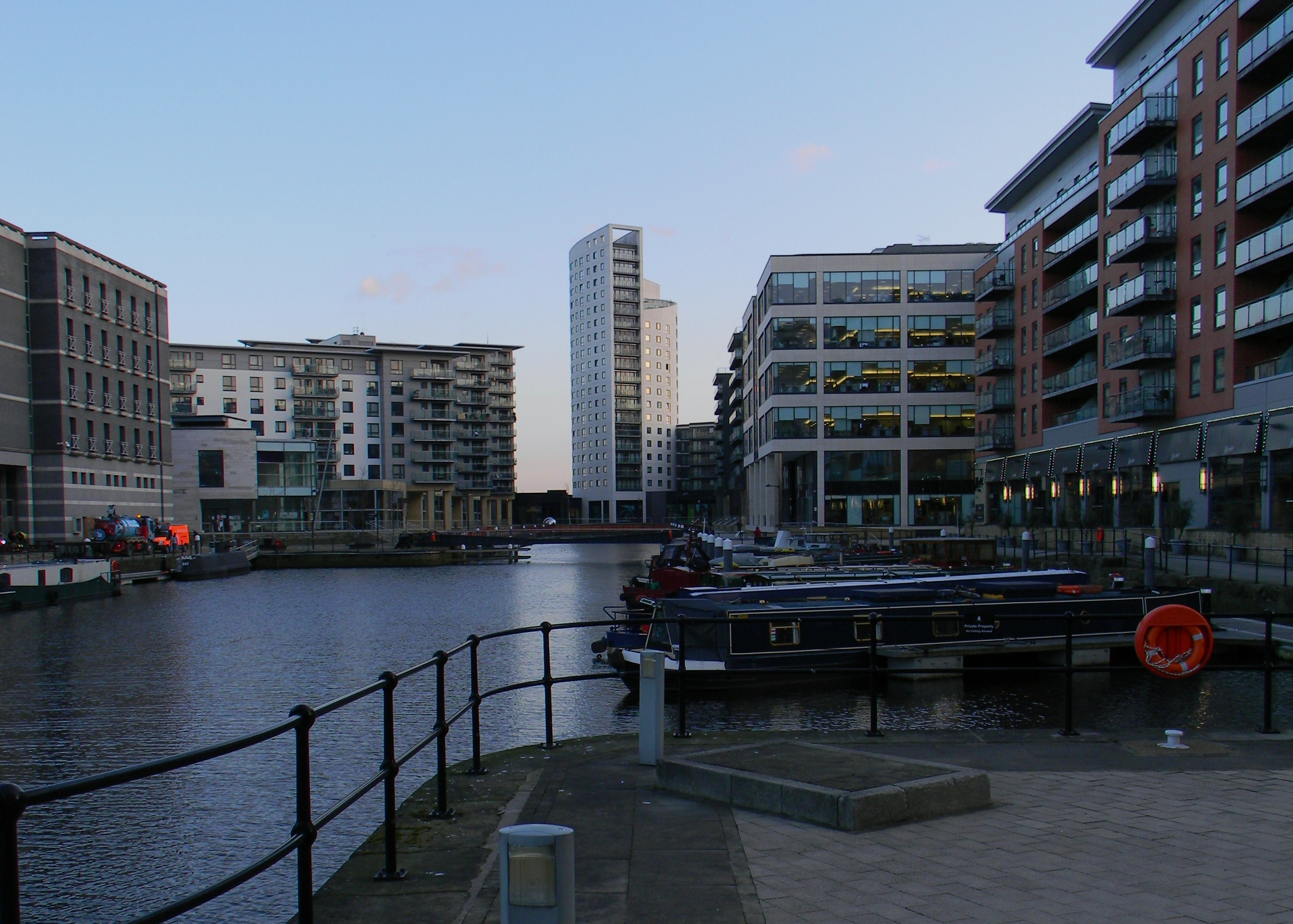
Clarence Dock em Leeds

- Scammonden Reservoir, Deanhead Reservoir – ambos nos pântanos próximos a Ripponden
- Rio Aire, Rio Calder, River Hebble, Rio Spen, Rio Worth
- Aire and Calder Navigation
- Calder and Hebble Navigation
- Huddersfield Broad Canal
- Huddersfield Narrow Canal, Standedge Tunnels
- Leeds and Liverpool Canal
- Rochdale Canal